# WTA-toernooi van Jūrmala
Het WTA-toernooi van Jūrmala was een jaarlijks terugkerend tennistoernooi voor vrouwen dat werd georganiseerd in de Letse badplaats Jūrmala ("Riga-Strand") van 2019 tot en met 2020. De laatste editie werd echter afgelast, vanwege de coronapandemie. De officiële naam van het toernooi was Baltic Open.
Het toernooi stond onder auspiciën van de WTA en viel de categorie "International". Het toernooi werd gespeeld op de gravelbanen van het National Tennis Center Lielupe in het blok Europese graveltoernoien na Wimbledon.
Op de WTA-kalender kwam het toernooi in 2019 in de plaats van het WTA-toernooi van Moskou (River Cup), dat slechts één editie heeft plaatsgevonden. In 2021 heeft de toernooiorganisatie de WTA-licentie verkocht aan de familie Reichel, die het WTA-toernooi van Hamburg na negentien jaar heeft teruggebracht op de kalender.

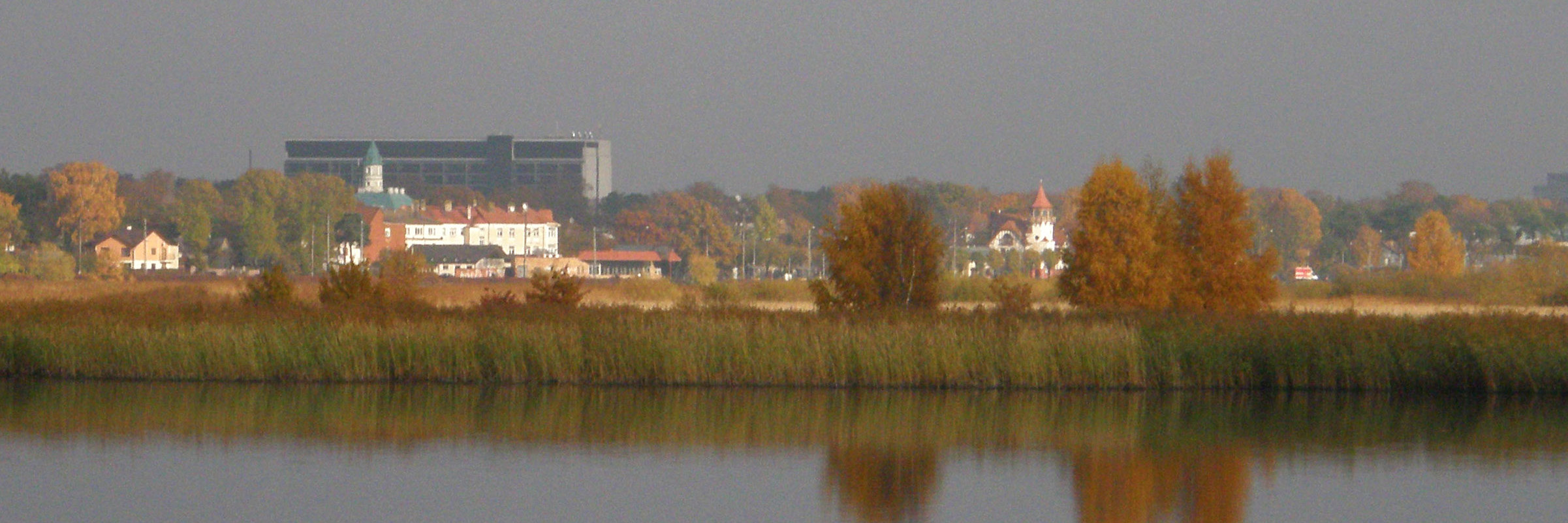
Gezicht op Jūrmala

## Finales

### Enkelspel
| Datum      | Naam                                       | Cat.                                       | ($)                                        | Ondergrond                                 | Winnares                                   | Verliezend finaliste                       | Uitslag                                    |                                            |
| ---------- | ------------------------------------------ | ------------------------------------------ | ------------------------------------------ | ------------------------------------------ | ------------------------------------------ | ------------------------------------------ | ------------------------------------------ | ------------------------------------------ |
| 2019-07-22 | Baltic Open                                | International                              | 250.000                                    | gravel, buiten                             | Anastasija Sevastova                       | Katarzyna Kawa                             | 3-6, 7-5, 6-4                              | details                                    |
| 2020       | toernooi geannuleerd wegens coronapandemie | toernooi geannuleerd wegens coronapandemie | toernooi geannuleerd wegens coronapandemie | toernooi geannuleerd wegens coronapandemie | toernooi geannuleerd wegens coronapandemie | toernooi geannuleerd wegens coronapandemie | toernooi geannuleerd wegens coronapandemie | toernooi geannuleerd wegens coronapandemie |

### Dubbelspel
| Datum      | Naam                                       | Cat.                                       | ($)                                        | Ondergrond                                 | Winnaressen                                | Verliezend finalistes                      | Uitslag                                    |                                            |
| ---------- | ------------------------------------------ | ------------------------------------------ | ------------------------------------------ | ------------------------------------------ | ------------------------------------------ | ------------------------------------------ | ------------------------------------------ | ------------------------------------------ |
| 2019-07-22 | Baltic Open                                | International                              | 250.000                                    | gravel, buiten                             | Sharon Fichman Nina Stojanović             | Jeļena Ostapenko Galina Voskobojeva        | 2-6, 7-6, [10-6]                           | details                                    |
| 2020       | toernooi geannuleerd wegens coronapandemie | toernooi geannuleerd wegens coronapandemie | toernooi geannuleerd wegens coronapandemie | toernooi geannuleerd wegens coronapandemie | toernooi geannuleerd wegens coronapandemie | toernooi geannuleerd wegens coronapandemie | toernooi geannuleerd wegens coronapandemie | toernooi geannuleerd wegens coronapandemie |